# Hedwig Petermann
Hedwig Petermann, bis 1897 Hedwig Loeb-Lennich (* 1877 in Mülheim an der Ruhr; † 1968), war eine deutsche Stilllebenmalerin und Grafikerin.

## Leben
Hedwig war das älteste von drei Kindern des Richters Ernst Loeb (1847–1902), eines Sohns von Sophie und Jacob Loeb (1810–1891), des Forstmeisters und Besitzers des Guts Caldenhof bei Hamm, und dessen Ehefrau Emilie „Emmy“, geborene Lennich (1855–1946), einer Tochter des Kreisrichters Johann Theodor Lennich. Ihre kunstsinnige Großmutter Sophie (1816–1894) war Tochter des Mediziners und Kunstsammlers Alexander Haindorf.
Hedwig wuchs wohlbehütet in Berlin auf, wo die Familie in der Nähe des Kurfürstendamms wohnte. Während ihre Schwester Antonie (1879–1930) Ehefrau des Wiener Oberstaats-Bahnrats Rudolf Mitterer wurde, studierte ihr 1881 geborener Bruder Ernst Theodor Rechtswissenschaften und wurde 1919 Landrat des Kreises Hameln. Sie selbst gab 1897 dem Rechtsanwalt Bruno Ernst Petermann (1869–1962) aus Düsseldorf das Eheversprechen. Dort nahm sie zwischen 1904 und 1914 Privatunterricht bei dem Maler Wilhelm Eckstein, einem Vertreter der Düsseldorfer Malerschule. Anschließend war sie als Malerin und Grafikerin tätig. Insbesondere beschäftigte sie sich mit dem Holzschnitt.
Wohl bald nach der Gründung der Künstlervereinigung Das Junge Rheinland war sie bis 1923 in deren Vorstand aktiv, als zweites weibliches Vorstandsmitglied nach dem Ausscheiden von Irma Goecke im Jahr 1920, und nahm an mindestens vier Ausstellungen dieser Bewegung des Rheinischen Expressionismus teil. Ein zeitgenössischer Kunstkritiker feierte sie als „außergewöhnliche Begabung unter den Düsseldorfer Künstlerinnen“. Neben Arthur Kaufmann, Adolf Uzarski und Gert Heinrich Wollheim war sie 1922 Unterzeichnerin des Boykott-Aufrufs gegen die Große Düsseldorfer Kunstausstellung. Vermutlich war sie auch an der Organisation der I. Internationalen Kunstausstellung Düsseldorf 1922 im Warenhaus Tietz beteiligt, die das Junge Rheinland als Gegenveranstaltung zur Großen Düsseldorfer Kunstausstellung organisierte.